# Калифа ибн Салман ел Калифа
Калифа ибн Салман ел Калифа (арап. خليفة بن سلمان آل خليفة; Јасра, 24. новембар 1935 — Рочестер, 11. новембар 2020) био је премијер Бахреина. На овој функцији се налазио од њеног стварања 16. децембра 1971. па све до своје смрти 11. новембра 2020. године. Био је члан владајуће краљевске породице, ујак краља Хамад ибн Иса ел Калифа.